# 제너비브 토빈

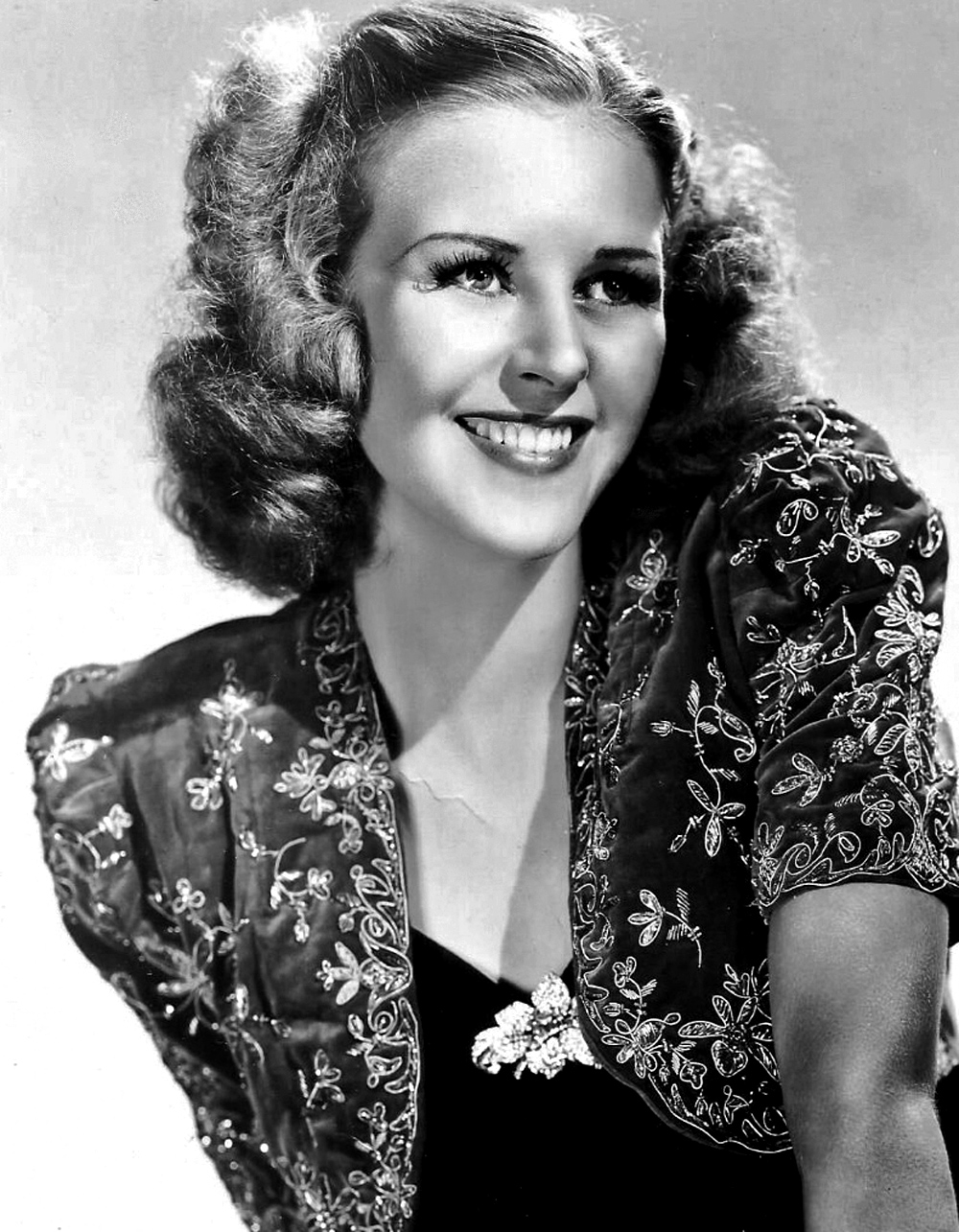

제너비브 토빈(Genevieve Tobin, 1899년 11월 29일 ~ 1995년 7월 21일)은 미국의 배우이다.
뉴욕에서 태어났으며 패서디나에서 사망하였다. 포리스트 론 메모리얼 파크에 매장되었다.

## 영화
- 온 아워 위드 유 (1932년)